# Verwaltungsgemeinschaft Massing
Die Verwaltungsgemeinschaft Massing liegt im niederbayerischen Landkreis Rottal-Inn und wird von folgenden Gemeinden gebildet:
1. Geratskirchen, 858 Einwohner, 12,89 km²
2. Massing, Markt, 4067 Einwohner, 36,14 km²

Sitz der Verwaltungsgemeinschaft ist Massing.
Bis Ende 1985 gehörte auch die Gemeinde Unterdietfurt zur Verwaltungsgemeinschaft Massing.